# La Vie en rose (magasin)
Pour les articles homonymes, voir La Vie en rose (homonymie).
La Vie en Rose est un détaillant de lingerie pour femmes dont le siège social est établi à Montréal. 
Dirigée par François Roberge, l’entreprise conçoit et vend une vaste sélection de sous-vêtements, de vêtements de nuit et de maillots de bain, visant principalement une clientèle féminine de tout âge ans.
En 2018, La Vie en Rose compte plus de 275 boutiques dans 15 pays différents, dont 95 boutiques à l’extérieur du marché canadien.

## Historique
La première boutique La Vie en rose est apparue en juillet 1985 au centre commercial Sherway Gardens de Toronto. Créée par Rosemary Kaner et Harry Kaner, elle souhaite offrir un service plus personnalisé aux femmes désirant acheter de la lingerie. Malgré le projet d'ouvrir plusieurs boutiques dans les années subséquentes, La Vie en rose fait face à la faillite et elle est rachetée par Algo Group en 1987. En 1996, après deux années de pertes et faisant face à l'insatisfaction de ses actionnaires, Algo Group décide de revendre La Vie en rose à François Roberge.
En 2011, l'entreprise met la main sur 11 boutiques de la chaîne Ainsi-Soit-Elle. 8 changent de nom pour devenir des boutiques La Vie en rose alors que 3 conservent leur nom original.
En 2015, l'entreprise rachète Bikini Village, un détaillant de maillots de bain et de vêtements de plage qui vit alors de graves difficultés financières. Elle acquiert 48 des 52 boutiques pour un peu moins de 4 millions de dollars.

## Expansion internationale
L’entreprise a commencé son expansion internationale en 2004 en ouvrant sa première boutique en Arabie saoudite. Elle est maintenant présente dans plusieurs pays du Moyen-Orient, en Asie, en Afrique et en Amérique du sud.
À l'étranger, La Vie en rose s'associe avec des partenaires locaux et occupe un rôle de grossiste plutôt que de détaillant. Elle vend ses marchandises à des partenaires locaux par le biais de licences d'exploitation sans investir pour construire ou opérer les boutiques.

### Moyen-Orient
L'Arabie saoudite est le marché principal de La Vie en rose au Moyen-Orient, avec 37 boutiques à l'heure actuelle. On en retrouve également 2 à Bahreïn, 11 aux Émirats arabes unis, 1 en Irak, 5 en Jordanie, 5 au Koweït, 7 au Liban, 2 à Oman et 1 au Qatar.

### Asie
La première boutique en Géorgie a été ouverte en 2012. 2 boutiques ont aussi été ouvertes à Bahreïn, la première en 2013.

### Afrique
La Vie en rose s’est établie en Algérie à l’automne 2011 en lançant une première boutique au centre commercial Bab Ezzouar à Alger. On y retrouve maintenant 7 boutiques. Elle est aussi présente au Maroc (1 boutique) depuis 2013 et en Égypte (8 boutiques) depuis 2007.

### Amérique du Sud
En 2015, une première boutique a été ouverte au Panama. Quatre boutiques supplémentaires devraient s’y ajouter à court terme.

## Enseignes
La Vie en rose exploite quatre concepts de magasins : La Vie en rose (l'enseigne la plus commune), La Vie en rose Entrepôt, La Vie en rose Aqua et Bikini Village.
La Vie en rose Entrepôt propose de la lingerie, des vêtements de nuit et des maillots de bain à petit prix. 
La Vie en rose Aqua est une bannière qui vend principalement des maillots de bain et des articles de plage. Ce concept est régulièrement intégré à d’autres bannières du détaillant.
Enfin, Bikini Village compte 52 boutiques spécialisées dans les maillots de bain et les vêtements pour la plage.